# Matwijiwka (rejon czerkaski)
Matwijiwka (ukr. Матвіївка) – wieś na Ukrainie, w obwodzie czerkaskim, w rejonie czerkaskim. W 2001 liczyła 675 mieszkańców, wśród których 672 jako ojczysty język wskazało ukraiński, a 3 rosyjski.